# Arma automática

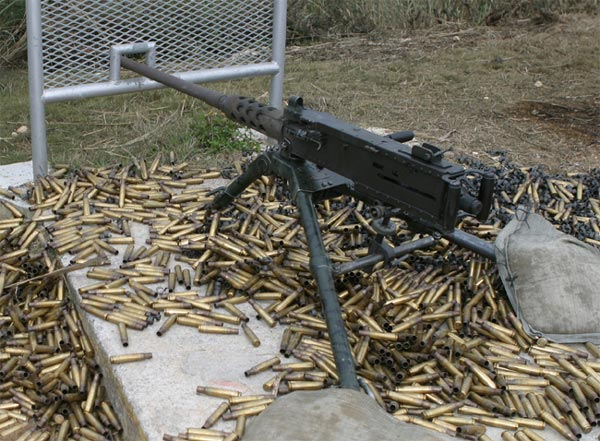
Arma automática

Un arma automática es cualquier tipo de arma de fuego que dispara continuamente manteniendo apretado el gatillo. Para que esto suceda, el arma debe ser capaz de introducir una nueva bala en la recámara de forma automática, a diferencia de las armas semiautomáticas que utilizan los gases provocados por el disparo del proyectil para introducir una nueva bala en la recámara y amartillar el arma para poder realizar otro disparo apretando el gatillo. Se dice que el fuego automático solamente funciona a corta distancia por supuesta falta de precisión. Esto es en parte falso, ya que se puede usar el fuego automático a larga distancia. Si no, las ametralladoras montadas no tendrían razón de existir; mucho menos las ametralladoras ligeras y de propósito general.